# Мландеж (футбольний клуб)
Футбольний клуб Мландеж або просто Мландеж (англ. Mlandege Football Club) — професіональний танзанійський та занзібарський футбольний клуб з Занзібару, розташований на однойменному острові, виступає в Другому дивізіоні місцевого чемпіонату.

## Історія
Заснований у 1970 році на острові Пемба, один з найуспішніших клубів Прем'єр-ліги Занзібару. З 1981 року команда 6 разів вигравала чемпіонат Занзібару, окрім цього декілька разів виступала в Прем'єр-лізі Танзанії, вищому футбольному дивізіоні країни.
На міжнародному рівні отримали можливість дебютувати 1988 році, в кубку КАФ проти ефіопського клубу «Мебрат Гейл», але занзібарський колектив не з'явився на матч й отримав технічну поразу.

## Досягнення
- Прем'єр-ліга Занзібару
  -  Чемпіон (6): 1996, 1997, 1998, 1999, 2001, 2002

## Статистика виступів

### КАФ
| Сезон | Турнір    | Раунд | Клуб        | Вдома | На виїзді | Загалом |
| ----- | --------- | ----- | ----------- | ----- | --------- | ------- |
| 1998  | Кубок КАФ | 1     | Мебрат Гейл | т.п.  | т.п.      | т.п.    |

### КЕСАФА
- Клубний кубок КЕСАФА: 3 виступи

1998 - Фіналіст
2002 - Третє місце
2003 - Груповий етап

## Відомі гравці
- Мбарук Сулейман